# Wulstverzierte Keramik
Wulstverzierte Keramik vom einphasigen Wohnplatz Östra Ljungby in Schonen lieferte die zeitliche Einordnung dieser Gefäßform ins späte Neolithikum. Der Keramiktyp ist durch vier hohe, tonnenförmige Gefäße, mit Wulst und einfachen Querstrichen als Verzierung, als vermuteter Siedlungsfund im Kirchspiel Nosaby in Schonen belegt. Es handelt sich jedoch nicht um Keramik die in Wulsttechnik hergestellt wurde.
Tongefäße mit einem oder mehreren Wülsten unterhalb der Mündung repräsentieren eine Form, die auch in anderen Gegenden Schwedens zutage getreten ist. In den oberen Schichten der Höhle Stora Förvar auf Stora Karlsö, (Gotland), wurden Scherben nahezu geradwandiger grober Gefäße mit flachem Boden und einem Wulst unter dem Rand geborgen. Ähnliche Funde wurden auf der grubenkeramischen Siedlung bei Västerbjers ebenfalls auf Gotland gemacht. Beide Funde stammen wahrscheinlich aus dem frühen Spätneolithikum. Sie zeigen, dass grubenkeramische Siedlungen im Spätneolithikum zumindest regional noch eine Zeit lang weiter bestanden. Die einfache wulstverzierte Keramik wurde auch in einigen småländischen Steinkisten und in der megalithischen Steinkiste bei Dragby in Uppland beobachtet. 
Wulstverzierte Keramik ist auch auf Kümpfen der Bandkeramiker (Merzbachtal) und bei der französischen Seine-Oise-Marne-Kultur (S-O-M Kultur) beheimatet. Ähnliche Gefäße kommen in älterem Kulturzusammenhang in Finnland und Polen vor. Bei gotländischen Funden besteht vielleicht eine Verbindung zu Polen.